# Múcska Vince
Múcska Vince (szlovákul Vincent Múcska; Pozsony, 1964. augusztus 20. –) történész, egyetemi oktató.

## Élete
Pozsonyban végezte alap- és középiskoláit, majd 1984-1989 között a Comenius Egyetem történelem-szlovák nyelv és irodalom szakán tanult. 1989-1991 között a Szlovák Tudományos Akadémia Történeti Intézetének, 1991-től a pozsonyi történelem tanszék munkatársa. 2000-ben doktorált, 2006-ban habilitált, 2007-ben docenssé nevezték ki. 2011-2013 a Comenius Egyetem Bölcsészettudományi Karán dékánhelyettes volt. 2013-tól rektorhelyettes.
Elsősorban Nyugat- és Közép-Európa középkori történetével foglalkozik. A Szlovák Történeti Társaság tagja, illetve a SzTA Történeti Intézetében a Tudományos Tanács alelnöke.

## Művei
- 1994 Anonymovo dielo ako genealogický prameň. In: Štulrajterová, Katarína (zost.): Najstaršie rody na Slovensku
- 1995 K otázke celibátu v Uhorsku do začiatku 12. storočia. Slovanské štúdie 1, 40-49.
- 1998 Pevné žezlo byzantského odchovanca Belo III. In: Kniha kráľov - Panovníci v dejinách Slovenska a Slovákov. Bratislava, 101-104.
- 2000 Kronika anonymného notára kráľa Bela Gesta Hungarorum. Budmerice
- 2001 Byzantinische Einflüße auf den ältesten ungarischen liturgischen Kalender aus dem 11. Jahrhundert. Versuch einer neuer Interpretation. In: Byzantium and the East Central Europe. Cracow, 117-128.
- 2001 K otázke dosahu cirkevných reforiem 11. storočia na Uhorsko. In: Korene európskej civilizácie. Bratislava, 153-169.
- 2002 Rád benediktínov a jeho vývoj v stredoveku. In: Rehole a kláštory v stredoveku. Banská Bystrica – Bratislava, 49-74.
- 2003 O prvých uhorských biskupstvách. Historický časopis 51/1, 3-22.
- 2004 Niekoľko poznámok k súčasnosti slovenskej medievistiky. In: Evropa a Čechy v pozdním středověku. Sborník příspěvků věnovaných Františku Šmahelovi. Praha, 449-458.
- 2004 Boj uhorského štátu proti pohanstvu v 11. storočí. In: Pohanstvo a kresťanstvo. Bratislava, 201-210.
- 2004 Migracja i etnogeneza Węgrów - zarys współczesnego stanu badań. In: Wędrówka i etnogeneza w starożytności i średniowieczu. Kraków, 277-289.
- 2004 Uhorsko a cirkevné reformy 10. a 11. storočia. Bratislava
- 2006 Dejiny európskeho stredoveku I. Raný stredovek. Prešov (tsz. Miroslav Daniš, Zuzana Ševčíková)